# BMT Jamaica Line
A Linha de Jamaica (BMT), em inglês:  BMT Jamaica Line é uma das linhas de trânsito rápido do metrô de Nova Iorque. Foi inaugurada em 2 de fevereiro de 1885 (140 anos). Esta linha é uma secção da rede ferroviária que é operada pelo BMT (em inglês:  Brooklyn–Manhattan Transit Corporation), que é uma subdivisão da Divisão B do Metrô de Nova Iorque.